# Grupo El Progreso
El Grupo El Progreso es un grupo empresarial gallego de medios de comunicación. El grupo está presidido, desde 1993, por la periodista Blanca García Montenegro.

## Medios que componen el grupo
- El Progreso, de Lugo.[1]
- Diario de Pontevedra.[2]
- De luns a venres.[3]
- Telelugo.[4]
- Galiciaé.[5]
- Axencia Galega de Noticias.[6]
- Lugopress, produtora audiovisual.[7]
- La Comarca del Eo.